# Luçon FC
Luçon Football Club, kortweg LFC, is een Franse voetbalclub uit Luçon.
De club werd in 1924 opgericht als Stade luçonnais. De club speelde lang in de Division d'Honneur (DH) en kwam tussen 1978 en 1993 uit in de Division 4. Daarna kwam Luçon weer in de DH totdat in 2002 het CFA 2 bereikt werd. In 2003 werd de huidige naam aangenomen. In 2008 promoveerde de club naar het CFA en in 2013 naar het Championnat National. In 2016 werd de club elfde, maar door financiële problemen moest de club een stap terugzetten en degradeerde naar de Division Honneur (zesde klasse). 